# Mariatroster Bach
Mariatroster Bach är ett vattendrag i Österrike.   Det ligger i förbundslandet Steiermark, i den östra delen av landet, 150 km sydväst om huvudstaden Wien.
Runt Mariatroster Bach är det i huvudsak tätbebyggt. Runt Mariatroster Bach är det mycket tätbefolkat, med 1 692 invånare per kvadratkilometer.